# Buster Bailey
Buster Bailey, geboren als William C. Bailey, (Memphis, 19 juli 1902 - New York, 12 april 1967) was een Amerikaanse jazzmuzikant (klarinet, saxofoon) van de oldtime-jazz en de swing.

## Carrière
Bailey begon op 13-jarige leeftijd klarinet te spelen en kreeg zijn opleiding op dit instrument van Franz Schoepp van het symfonieorkest van Chicago, waar ook Benny Goodman zijn opleiding had genoten. Hij vervoegde zich al op 15-jarige leeftijd bij het orkest van W.C. Handy. Na een tweejarige tournee met Handy, verliet Bailey de formatie in 1919 in Chicago.
In 1919 werd Bailey lid van Erskine Tate's Vendome Orchestra, bleef daar tot 1923 en speelde daarna bij Joe King Oliver. Als lid van King Oliver’s Creole Jazz Band leerde Bailey toentertijd Louis Armstrong kennen, die terzelfder tijd in de band speelde. In 1924 verliet Armstrong de band om te gaan spelen in Fletcher Hendersons orkest in New York. Na een maand nodigde Armstrong Bailey uit om hem te volgen in Hendersons band, hetgeen geschiedde. Het eerste belangrijke stadium in zijn carrière bij Henderson was van 1924 tot 1927. Na zijn uittreding ging hij met Noble Sissle naar Europa in 1929 en 1931. Na optredens met Edgar Hayes en opnieuw bij King Oliver werkte hij tijdens de jaren 1930 weer bij Fletcher Henderson en was hij bovendien een veelgevraagde sideman in de bands van Perry Bradford, Lucky Millinder, Carroll Dickerson en anderen. Hij nam een groot aantal nummers op en speelde daarbij zowel klarinet als ook weleens sopraansaxofoon.
Aan het eind van 1934 werd Bailey lid van Stuff Smiths band, de latere band van John Kirby, de Onyx Club Boys. Het sextet van de bassist, ook wel genoemd The Biggest Little Band in the Land, was pionier op het gebied van de kleine jazzcombo's, zoals ze tijdens de jaren 1950 populair zouden worden. Een specialiteit van hun repertoire was de bewerking van klassieke Europese composities, waaronder Anitra's dance, de serenade van Schubert, Impromptus, Nocturnes en de titel Lucia di Lammermoor. Bailey bleef tot 1946 in Kirby's band, maar nam echter gelijktijdig platen op met andere muzikanten. In 1934 en 1935 speelde Bailey ook bij de Mills Blue Rhythm Band en was hij in 1937 sessiemuzikant voor Midge Williams and Her Jazz Jesters. Bovendien nam hij onder zijn eigen naam platen op als Buster Bailey and His Rhythm Busters.
In 1946, na zijn uittreding bij Kirby, had Bailey kortstondig een eigen formatie. In 1947 ging hij naar Wilbur De Paris en trad met hem op tot 1949. Tijdens de jaren 1950 en 1960 werkte hij als een veelgevraagd muzikant, bovendien als gast bij Eddie Condon, Wild Bill Davison en Big Chief Russell Moore (1952/53), anders met Henry Red Allen. Met Allen trad hij in 1959 en 1960 op tijdens het Newport Jazz Festival. Bailey was lid van de formatie Saints And Sinners (1963/1964). In 1965 reactiveerde hij de samenwerking met zijn oude vriend Armstrong en werd lid van diens Allstar-formatie. Bailey trad op tijdens talloze festivals, speelde ook mee in symfonieorkesten, waaronder bij de theaterversie van Porgy and Bess en bij filmmuziek-projecten, zoals de film Splendor in the Grass van Elia Kazan en werkte hij in 1956 en 1964 af en toe samen met Leonard Bernstein.
Zijn klarinetspel werd beïnvloed door New Orleans-klarinettisten als Jimmie Noone, maar ontwikkelde dit echter verder. Bailey is een belangrijke schakel tussen de traditionele New Orleans-speelwijze en de stijl van Benny Goodman, die veel elementen van Bailey had overgenomen. Hij telt als een van de belangrijkste oudere swingklarinettisten, wiens invloed reikte tot in de late jaren 1930. Goodman en Coleman Hawkins waren onder de indruk van de imposante technische bravoure van de klarinettist. Zijn melodische, bedreven spel bleef steeds blues-betrokken. Volgens Bud Freeman behoorde Bailey beslist tot de hele groten.
Tot zijn belangrijkste nummers behoorde Fletcher Hendersons Fidgety Feet (1927) en Stealin' Apples (1936), Bessie Smiths Young Woman Blues (1929), Henry Allens Rug Cutter's Swing (1934), Teddy Wilsons Warming Up en Blues in C Sharp Minor (1936), Lionel Hamptons Rhythm Rhythm (1937), John Kirby's I May Be Wrong (1938) en onder zijn eigen naam het nummer Shanghai Shuffle (1934). Bailey nam bovendien platen op met Chu Berry, Benny Carter, Clarence Williams, Willie "The Lion" Smith en de Red Onion Jazz Babies (1924). Hij begeleidde ook de zangeressen Ethel Waters, Ma Rainey, Mildred Bailey, Ida Cox en Billie Holiday bij hun plaatopnamen.

## Als filmacteur
Buster Bailey trad in de loop van zijn carrière op in drie films: That's the Spirit (1933), waarin hij zichzelf speelt, vervolgens in het tv-programma The DuPont Show of the Week (1961) in de aflevering America's Music – Chicago and All That Jazz en ten laatste aan de zijde van Louis Armstrong in When the Boys Meet the Girls (1965), opnieuw als muzikant.

## Overlijden
Buster Bailey overleed in april 1967 op 64-jarige leeftijd aan de gevolgen van een hartinfarct. Tot deze tijd woonde hij in Brooklyn.
- Bibliothèque nationale de France: cb13891060x (data)
- Gemeinsame Normdatei: 13431977X
- International Standard Name Identifier: 0000 0000 7248 8165
- Library of Congress Control Number: n84157890
- MusicBrainz: 20a72e06-2568-4637-a283-1f99f81e82bb
- Nationale Bibliotheek van Israël: 987007319423305171
- Nederlandse Thesaurus van Auteursnamen: 096108150
- SNAC: w67w6zrp
- Système universitaire de documentation: 244340811
- Virtual International Authority File: 76499351
- WorldCat: E39PBJpdPgjQTwD3DDWmwpBkjC